# 小野秀昭
小野 秀昭（おの ひであき、1955年2月13日 - ）は、日本の経済学者。専攻は物流論。元流通経済大学物流科学研究所教授。株式会社運輸・物流研究室取締役フェロー。トラック運送業における燃料サーチャージの制度設計を行う。

## 経歴
- 1973年 宮崎県立宮崎大宮高等学校卒業
- 1979年 九州大学理学部数学科卒業
- 1979年 - 1990年 日本通運株式会社
- 1984年 - 1985年 運輸省大臣官房情報管理部出向
- 1985年 - 1990年 日通総合研究所出向
- 1990年 - 2008年 三和総合研究所（現・三菱UFJリサーチ&コンサルティング）
- 2008年 - 2020年 流通経済大学物流科学研究所教授
- 2020年 - 株式会社運輸・物流研究室 取締役フェロー

## 著書
- 『トラック運送事業者の適正取引のための燃料サーチャージ導入事例集』（監修）(2009年・全日本トラック協会)

他

## 論文
- 『卸売業における物流課題』（1997年7月・「物流問題研究」NO.29・流通経済大学）
- 『旅客運賃の内外価格差問題』（1999年12月・「物流問題研究」NO34・流通経済大学）
- 『物流コストによる物流ネットワークの評価方法に関する研究』（2003年5月・「物流問題研究」NO42・流通経済大学）
- 『国際海上コンテナ貨物の利用港湾変化による環境負荷削減に関する研究』（2004年・日本物流学会・共同執筆）
- 『マルチモーダルの現状と課題』（2004年5月号・「高速道路と自動車」高速道路調査会）
- 『利用港湾の変化が環境負荷削減にもたらす影響に関する研究』(2006年・「海運経済研究」日本海運経済学会)
- 『トラック運送業界の多層取引に関する考察』（2008年・日本物流学会）
- 『健全化進むか、「再生産可能」な運賃へ』(2009年・「流通設計21」輸送経済新聞社)
- 『トラック運送事業の規制と採算性からみた事業規模水準に係る考察』（2009年6月・「物流問題研究」NO.52・流通経済大学・共同執筆）
- 『燃料価格とロジスティクスのコスト』(2010年・「流通ネットワーキング」日本工業出版)
- 『特積みトラック業界の輸送効率化対策と事業戦略についての考察』（2010年6月・「物流問題研究」NO.54・流通経済大学・共同執筆）
- 『中小トラック運送事業者のBCPへの取り組みについて』（2013年3月・「物流問題研究」NO.59・流通経済大学・共同執筆）
- 『物流人材マッチングプロジェクトの取り組み』（2013年9月・「物流問題研究」NO.60・流通経済大学）
- 『トラック運送協同組合の給油施設の災害時活用方策に関する研究』（2014年3月・「物流問題研究」NO.61・流通経済大学・共同執筆）
- 『物流業の大学新卒採用の実態』（2014年9月・「物流問題研究」NO.62・流通経済大学・共同執筆）
- 『長距離輸送における拘束時間と運転時間に関する考察』（2015年9月・「物流問題研究」NO.64・流通経済大学）
- 『再生産可能な運賃に関する考察』（2016年9月・「物流問題研究」NO.65・流通経済大学）
- 『Efforts to Make Distribution and Transportation Efficient Through Cooperation among Japanese Companies』（ 2005・International Conference on City Logistics, Langkawi Malaysia, 12-14 July,共同執筆）
- 『Effective Measures for Logistics Service Providers to Respond to Increased Oil Prices』（2009・The 14th International Symposium on Logistics(14th ISL)Istanbul, Turkey, 5-8 July, 共同執筆）

他

## 講演・シンポジウム・メディア等
- 『燃料高騰とトラック業界が抱える諸問題に関するセミナー』(2008年・福岡県トラック協会)
- 『中小トラック運送事業者の経営課題と取り組み』(2010年・東京都トラック協会)
- 『これからのロジスティクス戦略の着眼点と勘所』(2011年・セイノー情報サービス)[4]
- 『経営改善のための運送原価計算の導入と燃料サーチャージへの応用』(2012年・福岡県トラック協会、佐賀県トラック協会、熊本県トラック協会)
- 『中小トラック運送事業者のためのBCP導入セミナー』(2012年・静岡県トラック協会)
- 『トラック運送業界が抱える諸問題と適正取引について』(2014年・秋田県トラック協会)
- 『運送原価計算と運賃への応用』(2017年・福岡県トラック協会)[5]
- 『トラック運送業界の働き方改革実現に向けたアクションプラン』（2019年・群馬県トラック協会、熊本県トラック協会、福岡県トラック協会、滋賀県トラック協会、秋田県トラック協会、埼玉県トラック協会、東京都トラック協会）
- 『「標準的な運賃」普及セミナー』(2020年・鹿児島県トラック協会、佐賀県トラック協会、熊本県トラック協会、長崎県トラック協会、宮崎県トラック協会、大分県トラック協会、沖縄県トラック協会、千葉県トラック協会)
- 『八雲町5人死亡事故_捜査状況と安全管理は』（2023年7月18日・NHK「ほっとニュース函館」（函館放送局）、安全運転管理者制度についてコメント）[6]

他

## 公的な職務（過去のものを含む）
- 『中部地方における産業インフラの有効活用による最適物流方策に関する調査研究会』委員(2003年・経済産業省中部経済産業局)
- 『関東地方にける共同物流システムインフラ整備に関する調査研究会』委員（2004年・経済産業省関東経済産業局）
- 『グリーン物流パートナーシップ会議』委員(2005年・経済産業省商務情報政策局)[7]
- 『情報化推進小委員会』委員（2008年～2011年・社団法人全日本トラック協会）
- 『福島県貨物自動車運送適正化事業評議委員会』委員長（2009年～現在）[8]
- 『業務運営長期構想検討委員会』副委員長（2009年・財団法人千葉県学校給食会）
- 『BCP推進対策検討委員会』委員（2015年・日本貨物運送協同組合連合会）
- 『トラック輸送における取引環境・労働時間改善 地方協議会』委員長（福岡県、2015年～現在）
- 『トラック輸送における取引環境・労働時間改善 地方協議会』委員長（鹿児島県、2015年～現在）[9][10]
- 『トラック輸送における取引環境・労働時間改善 地方協議会』委員長（沖縄県、2015年～現在）
- 『トラック輸送における取引環境・労働時間改善 地方協議会』委員（秋田県、2015年～現在）
- 『トラック輸送における取引環境・労働時間改善 地方協議会』委員（佐賀県、2015年～現在）
- 『トラック輸送における取引環境・労働時間改善 地方協議会』委員（長崎県、2015年～現在）[11]
- 『トラック輸送における取引環境・労働時間改善 地方協議会』委員（宮崎県、2015年～現在）
- 『物流政策委員会』委員（2017年～現在・公益社団法人全日本トラック協会）
- 『過労死等防止計画策定ワーキング』委員（2017年～現在・公益社団法人全日本トラック協会 ）
- 『女性ドライバー等にやさしいトラックのあり方検討委員会』委員（2017年・国土交通省 ）[12]
- 『安全対策強化に向けたIoT技術の活用のあり方に関する調査研究委員会』委員（2018年度・日本貨物運送協同組合連合会）[13]
- 『AI点呼ロボット活用のあり方に関する調査研究委員会』委員（2019年度・日本貨物運送協同組合連合会）
- 『食と農のサプライチェーンレジリエンス強化に向けた検討委員会』委員（2020年・一般社団法人レジリエンスジャパン推進協議会）[14]
- 『「次世代経営者協議会」（ロボット点呼機器等調査研究委員会）』委員（2020年度・日本貨物運送協同組合連合会）
- 『運行管理高度化検討会』委員（2021年・国土交通省）[15]

他